# Petalacmis praeclarus
Petalacmis praeclarus là một loài bọ cánh cứng trong họ Đom đóm (Lampyridae). Loài này được E.Olivier miêu tả khoa học năm 1908.